# Renvoi relatif à Upper Churchill Water Rights Reversion Act
Le Renvoi relatif à Upper Churchill Water Rights Reversion Act  est un avis rendu par la Cour suprême du Canada en 1984 concernant une loi terre-neuvienne qui vise à annuler un contrat de vente d'énergie hydroélectrique à bas prix conclu avec la société d'État québécoise Hydro-Québec.

## Les faits
En vertu d'une loi de la province de Terre-Neuve, la Churchill Falls (Labrador) Corporation (CFLCo) a développé des générateurs hydroélectriques à Churchill Falls, au Labrador. En 1969, l'entreprise, contrôlée par la British Newfoundland Development Corporation (BRINCO) a conclu une entente avec Hydro-Québec, un service public appartenant au gouvernement du Québec, pour vendre une grande majorité de l'électricité produite par les chutes Churchill à un faible prix fixe taux pour les 65 prochaines années.
Après avoir racheté les actions de BRINCO en 1974, le gouvernement de Terre-Neuve a commencé à explorer des moyens d'obtenir une plus grande partie de l'électricité produite à partir des chutes. En 1980, la législature a adopté l'Upper Churchill Water Rights Reversion Act, qui a restauré la propriété des chutes au gouvernement provincial, a abrogé la loi qui accordait le terrain à la CF(L)Co, a exproprié les actifs de l'entreprise, y compris la participation d'Hydro-Québec dans la coentreprise.
La province a soumis un renvoi à la Cour d'appel de Terre-Neuve, qui a déterminé que la loi est intra vires ou dans les pouvoirs de la province.

## Avis de la Cour suprême
La Cour a déclaré que la Loi est ultra vires des compétences législatives la province et l'a donc invalidée. En effectuant une analyse du caractère véritable de la législation en examinant l'objet et l'effet de la Loi, la Cour a conclu que la Loi constituait de la législation déguisée. C'est-à-dire que la forme de la Loi semble traiter d'une question valable mais, en substance, traite en réalité d'une question qui ne relève pas de sa compétence. Le caractère véritable de la Loi, sa caractéristique ou son objet dominant, était d'entraver le droit d'Hydro-Québec conféré par l'entente avec Churchill Falls Corp de recevoir de l'électricité de l'autre côté de la frontière provinciale.